# Мис Єлизавети
54°25′31″ пн. ш. 142°42′22″ сх. д. / 54.425278° пн. ш. 142.706042° сх. д.
Мис Єлизавети — північний кінець невеликого гористого півострова, що виступає від північної частини півострова Шмідта. Обмежує Північну затоку на східному березі Сахалінської затоки острова Сахаліну, найпівнічніша його точка. Територія Охинського міського округу Сахалінської області Російської Федерації. Описаний у 1805 році учасниками першої російської навколосвітньої подорожі на «шлюпі Надія» під командуванням Івана Федоровича Крузенштерна і названий на честь дружини імператора Олександра I Єлизавети Олексіївни.
Мис скелястий, відносно невисокий, проте гори, розташовані безпосередньо на південь від нього, досягають висоти 500 м. Поблизу мису є група кекурів і каменів. Солоність води біля мису — 16,4 ‰. У 1932 році на ньому був встановлений маяк.

## Цікаві факти
- Риболовний траулер «Мис Єлизавети», названий на честь самої північної частини Сахаліну[3].